# Roger Garaudy
Roger Garaudy (17. juli 1913 i Marseille – 13. juni 2012 i Chennevières-sur-Marne) var en fransk forfatter, filosof og politiker, bedst kendt for sin holocaust-benægtelse. I mere end 20 år opholdt Garaudy sig ved Córdoba i det sydlige Spanien.

## Udvalgt bibliografi
Garaudy udgav over 70 bøger og blandt hans oversatte værker er:
- Literature of the Graveyard: Jean-Paul Sartre, François Mauriac, André Malraux, Arthur Koestler, New York, International Publishers, 1948.
- Science and Faith in Teilhard de Chardin, i samarbejde med Claude Cuenot, Garnstone Press, 1967.
- Karl Marx: The Evolution of his Thought, International Publishers, 1967, Greenwood Press, 1967, Lawrence & Wishart, 1967.
- From Anathema to Dialogue: The Challenge of Marxist-Christian Cooperation, Collins, 1967.
- From Anathema to Dialogue: A Marxist Challenge to the Christian Churches, Vintage, 1968.
- A Christian-Communist Dialogue: Exploration for Co-operation between a Marxist and a Christian, i samarbejde med Quentin Laur, S.J., Doubleday, 1968.
- Marxism in the Twentieth Century, HarperCollins Distribution Services, 1970, Charles Scribner's Sons, 1970, Collins, 1970.
- The Crisis in Communism: The Turning Point of Socialism, Grove Press, 1970.
- The Turning Point of Socialism, HarperCollins Distribution Services, 1970.
- Socialism's Unanswered Questions: Europe 1968, Sydney, Australian Left Review, 1970.
- The Whole Truth, Fontana, 1971.
- The Alternative Future: A Vision of Christian Marxism, Simon & Schuster, 1974.
- God, Marx, and the Future: Dialogue with Roger Garaudy, i samarbejde med Russell Bradner Norris, Fortress Press, c. 1974.
- Karl Marx: Evolution of his Thought, Praeger, 1977, ABC-CLIO, 1977.
- The Case of Israel: A Study of Political Zionism, Shorouk International, 1983.
- Mosquée, miroir de l'Islam, The Mosque, Mirror of Islam, Editions du Jaguar, 1985.
- The Founding Myths of Israeli Politics, published by Aaargh, 1996.
- The Mythical Foundations of Israeli Policy, Studies Forum International, 1997.